# 頓宮恭子
頓宮 恭子（とんぐう きょうこ、1956年10月11日 - ）は、日本の女性声優。青二プロダクション所属。岡山県岡山市出身。

## 略歴
岡山県岡山市出身ではあるが、父親の勤務の都合で岡山県と広島県の間を行ったり来たりした生活だった。弟が居る。
広島文教女子大学卒業。大学在学中にテレビアニメ『アルプスの少女ハイジ』が好きで声優を志し、東京アナウンス学院放送声優専科に通う。同学院在学中に『おはようスタジオ』（テレビ東京）の着ぐるみ「犬のはなべぇ」の声に合格して、1980年10月から出演を始めて声優デビュー、はなべぇ役は1982年5月まで続けた。
国際映画社が手掛けたJ9シリーズの『銀河旋風ブライガー』、『銀河烈風バクシンガー』、『銀河疾風サスライガー』の三部作全てにおいて、主要キャストの塩沢兼人、森功至、麻上洋子、曽我部和恭、八奈見乗児らと共に出演した。
1985年9月、国家公務員と結婚。

## 人物
方言は広島弁。
少年役が多い。
特技は水泳、ポーセリンペインティング。

## 出演
太字はメインキャラクター。

### テレビアニメ
1981年
- 銀河旋風ブライガー（1981年 - 1982年、シン・リン・ホー）

1982年
- おちゃめ神物語コロコロポロン（時の女神、カミさん、女の子）
- 銀河烈風バクシンガー（ジャッキー・リー）
- The・かぼちゃワイン（マコ）
- ダッシュ勝平（幼い本田）

1983年
- 亜空大作戦スラングル（エドール）
- キャッツ・アイ（リコ）
- 銀河疾風サスライガー（ミニパシヤ、ジミーの母）
- ななこSOS（コンビニエンジ・イレブン）
- ふしぎの国のアリス（ティードルディ、コック）
- プラレス3四郎（少年、子供）
- ミームいろいろ夢の旅（秋子）
- まいっちんぐマチコ先生
- みゆき（奈見）

1984年
- Gu-Guガンモ（西郷メリコ、500円）
- コアラボーイ コッキィ（フロッピー）
- 宗谷物語（五郎）
- 超攻速ガルビオン（テリー）
- Dr.スランプ アラレちゃん
- ふしぎなコアラブリンキー（生徒B、ロコ、生徒、チビコアラ）
- 北斗の拳（1984年 - 1987年、タキ、タンジ）
- 夢戦士ウイングマン（園児A、ケン坊）

1985年
- 蒼き流星SPTレイズナー（ジョイ）
- あした天気になあれ
- 機動戦士Ζガンダム（レツ・コバヤシ）
- キャプテン翼（ジョバンニ）
- ゲゲゲの鬼太郎（第3作）（1985年 - 1988年、ステオ、少年B、沖川、ヨシミツ、与一、正太、六助、ニセ呼子、オコリ、治、あかなめ〈2代目〉）
- 星銃士ビスマルク
- ダーティペア（ケイ）
- はーいステップジュン（佐藤淑子）
- プロゴルファー猿（1985年 - 1988年、猿谷猿丸）
- ルパン三世 PARTIII

1986年
- 愛少女ポリアンナ物語（ミッキー・モルフェイ）
- がんばれ!キッカーズ（野口学）
- 機動戦士ガンダムΖΖ（アマサ・ポーラ）
- 銀牙 -流れ星 銀-（スミス、信治）
- 三国志II 天翔ける英雄たち（子供）
- 青春アニメ全集（団地夫人）
- ドラゴンボール（男の子）
- Bugってハニー（1986年 - 1987年）
- ワンダービートS（ケンイチ）

1987年
- エスパー魔美（息子）
- 機甲戦記ドラグナー（ジャック）
- グリム名作劇場（1987年 - 1988年、宿屋の娘、脱走兵、妹娘）
- 新メイプルタウン物語 パームタウン編（ジョーイ）
- 聖闘士星矢（アイオリア〈少年時代〉）
- ハイスクール!奇面組（平山タケ）

1988年
- 新プロゴルファー猿（猿丸）
- それいけ!アンパンマン（にんじゃのニャンジャ〈初代〉、ジューサーくん〈初代〉）
- ビックリマン（ファラ助、がい子守）
- ひみつのアッコちゃん（1988年）（タンクローリーミキ）

1989年
- 悪魔くん（1989年 - 1990年、情報屋）
- 新グリム名作劇場（姫）
- 新ビックリマン（1989年 - 1990年、絵本ダ助）
- 戦え!超ロボット生命体 トランスフォーマーV（ホーリー）
- 魔法使いサリー（平成版）（1989年 - 1991年、トン吉、ダブダブ）

1990年
- かりあげクン（婦警A）
- キテレツ大百科（さわ）
- もーれつア太郎（第2作）（デコっ八）

1991年
- ゲッターロボ號（アキラ）

1992年
- クッキングパパ（1992年 - 1993年、三浦みつぐ〈初代〉）
- 大草原の小さな天使　ブッシュベイビー（サリー・ビル）
- ママは小学4年生（タケ蔵）

1998年
- ドクタースランプ（1998年 - 1999年、フランケン、狼男）

1999年
- 週刊ストーリーランド（洋平、少年）

2000年
- 機巧奇傳ヒヲウ戦記（シオジ）

2003年
- 高橋留美子劇場 人魚の森（草吉〈60年前〉）

2006年
- 焼跡の、お菓子の木（太一）

### 劇場アニメ
1983年
- ナイン（女生徒）
- はだしのゲン

1984年
- The・かぼちゃワイン ニタの愛情物語（マコ）

1985年
- Gu-Guガンモ（西郷メリコ）

1986年
- ゲゲゲの鬼太郎 妖怪大戦争（アキオ）
- はだしのゲン2
- プロゴルファー猿 スーパーGOLFワールドへの挑戦!!（猿丸）

1987年
- 新メイプルタウン物語 パームタウン編（ジョーイ・テリア）
- ダーティペア（ケイ）
- プロゴルファー猿 甲賀秘境!影の忍法ゴルファー参上!（猿丸）

1989年
- 悪魔くん（情報屋）

1990年
- 悪魔くん ようこそ悪魔ランドへ!!（情報屋）
- クロがいた夏（岩吉）
- 魔法使いサリー（ダブダブ）

1992年
- まじかる☆タルるートくん すき・すき♡タコ焼きっ!（チュー五郎）
- YAWARA! それゆけ腰ぬけキッズ!!（田中孝太郎）

2001年
- ドラえもん のび太と翼の勇者たち（グースケ）

### OVA
- ダーティペアの大勝負 ノーランディアの謎（1985年、ケイ）
- ダーティペア（1987年、ケイ）
- ブラックマジック M-66（1987年、ナカムラ）
- ザナドゥ ドラゴンスレイヤー伝説（1988年、アテナス）
- 魔界都市〈新宿〉（1988年、チビ）
- ダーティペア 謀略の005便（1990年、ケイ）
- トランスフォーマーZ（1990年、ホーリー）
- 花のあすか組!2 ロンリーキャッツ・バトルロイヤル（1990年、馬場）
- おざなりダンジョン 風の塔（1991年、ブルマン）
- あばしり一家（1992年、亜馬尻菊の助）
- EDDY&EMMY イニシャルリングは二人で（1993年、エディ）
- はとよ ひろしまの空を（1999年、アキラ）

### ゲーム
1990年代
- スターフォックス64（1997年、スリッピー・トード、キャット・モンロー）
- ツインズストーリー きみにつたえたくて…（1998年、桜田泉）

2000年代
- 熱闘ゴルフ（2000年、猿丸）
- 大乱闘スマッシュブラザーズシリーズ（2001年 - 2018年、スリッピー・トード） - 5作品
- スターフォックス アサルト（2005年、スリッピー・トード）
- SDガンダム GGENERATION（2007年 - 2016年、アマサ・ポーラ） - 2作品
- プロゴルファー猿（2008年、猿谷猿丸）

2020年代
- アリス・ギア・アイギス（2022年、ケイ）

### 吹き替え

#### 映画
- エクスプロラーズ（ベン・クランドール〈イーサン・ホーク〉）
- スプラッシュ ※フジテレビ版

#### アニメ
- イウォーク物語（ウィケット）※VHS版
- ヨギ・ベア（ブーブー）※VHS版

### テレビ番組
- 英語であそぼ（チャビー、「たんけんゴブリン島」 → 「ハロー!エスカルゴ島」）
- おはようスタジオ（はなべぇの声 1980年〜1982年/着ぐるみ人形劇「はなべぇ、ミミタンどっちっち」）
- 日立 世界・ふしぎ発見!（声の出演）

### CM
- エスキモー「秘伝忍法帳」
- コナミ 「がんばれゴエモン外伝2〜天下の財宝〜」（ゴエモン）
- ジャレコ 「忍者じゃじゃ丸くん」（じゃじゃ丸）
- ハドソン 「スーパーシューティングウォッチ」（「電脳ボーイ」の祭場一騎の声）
- ハドソン 「バイナリィランド」・「ボンバーマン」

### 人形劇
- こどもにんぎょう劇場「長くつ下のピッピ」

### その他コンテンツ
- サンリオピューロランド（エディ）

### シリーズ一覧
1. ↑  『DX』（2001年）、『X』（2008年）、『for 3DS』『for Wii U』（2014年）、『SPECIAL』（2018年）
2. ↑  『SPIRITS』（2007年）、『GENESIS』（2016年）